# Plectris pubera
Plectris pubera är en skalbaggsart som beskrevs av Hermann Burmeister 1855. Plectris pubera ingår i släktet Plectris och familjen Melolonthidae. Inga underarter finns listade i Catalogue of Life.